# Masaya Chiba
 (décembre 2024).
Si vous disposez d'ouvrages ou d'articles de référence ou si vous connaissez des sites web de qualité traitant du thème abordé ici, merci de compléter l'article en donnant les références utiles à sa vérifiabilité et en les liant à la section « Notes et références ».
Masaya Chiba (né le 14 décembre 1978 ) est un philosophe et romancier japonais. 
Professeur à la Graduate School of Advanced Studies de l'Université de Ritsumeikan, ses domaines de recherche sont la philosophie et la théorie de la culture représentationnelle. Après des études à l'Université Paris 10 et à l'École Normale Supérieure de Tōkyō, il a effectué un doctorat au Département de Culture Représentationnelle de l'Université de Tokyo.